# Hellmuth Heinz
Hellmuth Heinz (* 31. August 1904 in Potschappel; † 15. Dezember 1994 in Freital) war ein deutscher Widerstandskämpfer und Museologe.

## Leben
Nach dem Besuch der Volksschule absolvierte Hellmuth Heinz ein Studium als Verlagskaufmann. Er war in der Arbeiterbewegung aktiv und trat 1919 in die Karl-Liebknecht-Jugend ein. 1928 wurde er Mitglied der USPD und wirkte während des Nationalsozialismus illegal in einer Dresdner Gruppe unter der Leitung von Fritz Schulze mit. Im Jahr 1941 wurde er verhaftet und zu 15 Jahren Zuchthaus verurteilt. 
Nach Kriegsende gründete er unter anderem die Ortsgruppe des Kulturbundes und fungierte als Leiter der Volkshochschule, des Kulturamtes sowie ab 1954 als Museumsdirektor im Haus der Heimat. 1949 erwarb er die Sammlung Willy Eberl für die Stadt Freital. 1987 übergab Heinz seine private Kunstsammlung an das Stadtmuseum.
Nach Heinz wurde eine Straße in Freital benannt und im Jahr 1988 wurde ihm die Ehrenbürgerschaft von Freital zuerkannt.

## Veröffentlichungen (Auswahl)
- Heimatbuch Plauenscher Grund. Tal der Unrast. Sachsenverlag, Dresden 1950.
- Erich Fraaß: Auf dem Lande. Verlag der Kunst, Dresden 1960.
- Curt Querner. Verlag der Kunst, Dresden 1968.
- Erich Fraaß. Reihe Maler und Werk. Verlag der Kunst, Dresden 1973.
- Fritz Winkler. Reihe Maler und Werk. Verlag der Kunst, Dresden 1976.
- Ewald Schönberg. Reihe Maler und Werk. Verlag der Kunst, Dresden 1977.
- Conrad Felixmüller. Reihe Maler und Werk. Verlag der Kunst, Dresden 1978.
- Werner Haselhuhn. Reihe Maler und Werk. Verlag der Kunst, Dresden 1979.
- Carl Bantzer. Reihe Maler und Werk. Verlag der Kunst, Dresden 1981.
- Erich Gerlach. Reihe Maler und Werk. Verlag der Kunst, Dresden 1984.
- Max Möbius. Reihe Maler und Werk. Verlag der Kunst, Dresden 1986.
- Hermann Lange. Reihe Maler und Werk. Verlag der Kunst, Dresden 1988.
- Artur Moritz. Reihe Maler und Werk. Verlag der Kunst, Dresden 1989.